# 矢内理絵子
矢内 理絵子（やうち りえこ、1980年1月10日 - ）は、日本将棋連盟所属の女流棋士。埼玉県行田市出身。身長165cm。血液型O型。関根茂九段門下。女流棋士番号16（2011年3月31日までの旧番号は32）。本庄東高等学校卒。

## 経歴

### 女流プロ入り後
- 1990年4月、女流育成会に入会。元々父親が将棋好き（アマチュア四段程度の腕前）で、女流育成会にも「気がついたら入れられてた」「そのまま何となくここまできちゃった」ため「女流棋士になりたいとも全然思ってなかった」という[1]。
- 1993年4月1日、13歳で女流2級でデビュー。
- 1993年8月、当時は女流棋士と掛け持ちが可能であったため、奨励会の入会試験に合格し6級で入会。同期入会は碓井(千葉)涼子。10月には木村(竹部)さゆりも入会し、この3人で「奨励会3人娘」と呼ばれていた。10代の頃、奨励会の対局で大逆転負けを喫した際、悔しさのあまり自分の腕時計をトイレの地面に投げつけたという逸話がある。同期の碓井はその現場に居合わせていたが、矢内に注意して口論になったという[1]。このエピソードは女流棋士を主人公にした映画「とらばいゆ」でも使われた事がある。
- 1995年10月、第6期女流王位戦でタイトル戦初挑戦。清水市代に挑戦するが、0-3で敗れる。
- 1997年10月、2度目の挑戦となった第8期女流王位戦で清水市代を相手に3-2のフルセットを制し、初タイトル獲得し、女流三段に昇段。しかし翌年には再び清水の挑戦を受け、1-3で敗れ防衛はならなかった。
- 1998年11月、第12回レディースオープントーナメント優勝。
- 2001年1月、7年半在籍した奨励会を2級で退会。
- 2002年4月 - 2006年3月、NHK衛星第2テレビ「囲碁・将棋ジャーナル」の司会として出演。
- 2004年8月3日、女流三段昇段後120勝を挙げ、女流四段に昇段[2]。
- 2004年9月から11月にかけて、第46期王位戦で片上大輔、岡崎洋に勝利し、三回戦に進出した。
- 1990年代後半から2000年代中盤にかけて、女流タイトル戦で倉敷藤花戦、女流王将戦、女流王位戦に合計6度挑戦するが、いずれも清水・中井広恵の二強に阻まれタイトル獲得には届かなかった。
- 2005年度、第32期女流名人A級リーグで7勝2敗で挑戦者になり、これで林葉直子、中井、清水に次いで当時の女流四冠すべてに挑戦した女流棋士となる。続く五番勝負ではその時点で過去20局で2勝18敗と大きく負け越していた清水市代が相手であったが、下馬評を覆し3-0でストレートでタイトル獲得。8年4ヶ月ぶりのタイトル（女流名人）を獲得した。

### 女流名人獲得以降
- 2006年度の第33期女流名人位戦五番勝負で中井広恵の挑戦を3-2で、2007年度の第34期では斎田晴子の挑戦を3-0でそれぞれ退け女流名人位3連覇を果たす。
- これらの活躍により第33回(2005年度)から2年連続で最優秀女流棋士賞、第35回では女流棋士賞を受賞した。同じ頃、矢内のほかに、石橋幸緒が女流王位、千葉涼子が女流王将を獲得するなど「花の55年組」と呼ばれる同世代の実力者グループを形成し、清水・中井の牙城を一時期崩していた。
- 2007年2月、第2回さいたま輝き荻野吟子賞[3]
- 2007年の日本女子プロ将棋協会の設立（女流棋士会の分裂）に際しては設立準備委員を務め、積極的に発言・活動していたが、同年4月に突然、準備委員の辞任が発表され、日本将棋連盟に残留した。
- 2007年1月、自身二度目となる第20回レディースオープントーナメント優勝。
- 2007年度よりレディースオープントーナメントが発展移行して新棋戦となったマイナビ女子オープンでは、最後の優勝者として参加し決勝五番勝負まで勝ち進む。2008年4月からの五番勝負では甲斐智美を3-1で降し、初代女王の座に就くとともに自身初の二冠となった。この棋戦で女流5つのタイトル戦すべてに登場した初の女流棋士となった。
- 2009年6月からの第2期マイナビ女子オープンで岩根忍を3-0のストレートで退け二連覇。
- 2009年4月 - 2014年3月、NHK杯テレビ将棋トーナメントで司会・聞き手を5年間務めた。
- 2012年度の倉敷藤花戦で3年ぶりのタイトル挑戦者になる。三番勝負では里見香奈に0-2で敗退し、タイトル奪還はならなかった。
- 2013年4月から2015年6月まで日本将棋連盟女流棋士会会長を務め、女流棋士発足45周年パーティーなど成功させた。
- 2013年7月、東京大学大学院総合文化研究科客員准教授に就任[4]。
- 2014年2月21日、女流四段昇段後150勝を挙げ、女流五段に昇段[5]。
- 2015年5月1日から2016年3月31日までの期間を「体調不良」を理由に休場[6]、2016年12月1日から2017年11月30日までの期間[7]、および、続く2017年12月1日から2019年3月31日までの期間[8]を、それぞれ「一身上の都合」により休場した。いずれの休場も実質的に産休育休であり[9]、2019年度から対局に復帰した[9]。

## 棋風
- 手厚い指し方を好む生粋の居飛車党[10]。

## 人物
- 愛称は「やっぴぃ」「やうたん」。
- 趣味は、映画鑑賞（アクションもの）。
- 特技は幼少時から習っていたピアノで、腕前は「アマ強豪クラス」。過去には女流棋士会のイベントでショパン『幻想即興曲』の演奏を披露したこともある[1]。
- 座右の銘は「戦いは最後の5分間にある」（ナポレオン・ボナパルトの言葉）。
- タイトル戦で常に和服（着物・袴）を着用する（男性棋士はタイトル戦での和服着用が慣例化しているが、女流棋士の場合はそうではない）。
- 左利きだが、対局は右手を使っている。
- 熱狂的な読売ジャイアンツファンである[9]。
- 2013年秋に一般男性と結婚した[11]。

## 昇級・昇段履歴
昇段規定は将棋の段級 を参照。
- 1990年00月00日 ： 女流育成会に入会
- 1993年04月01日 ： 女流2級
(1993年 8月000 - 奨励会入会 = 6級)
- 1995年04月01日 ： 女流1級（女流王位戦リーグ入り／第6期女流王位戦）
- 1995年07月10日 ： 女流初段（タイトル挑戦／第6期女流王位戦）
- 1997年04月01日 ： 女流二段（タイトル挑戦／第6期女流王位戦）
- 1997年10月27日 ： 女流三段（タイトル1期／第8期女流王位戦）
(2001年 1月000 - 奨励会退会 = 2級)
- 2004年08月03日 ： 女流四段（勝敗規定／女流三段昇段後120勝）[2]
- 2014年02月21日 ： 女流五段（勝敗規定／女流四段昇段後150勝）[5]

## 主な成績

### タイトル履歴
| タイトル | 番勝負           | 獲得年度            | 登場 | 獲得期数            | 連覇  | クイーン称号 |
| 清麗 | 五番勝負 8-9月   | －                  | －   | －                  | －    |              |
| 女王 | 五番勝負 4-5月   | 2008(第1期) - 2009  | 3回  | 2期 （歴代3位タイ） | 2連覇 |              |
| 女流王座 | 五番勝負 10-12月 | －                  | －   | －                  | －    |              |
| 女流名人 | 五番勝負 1-2月   | 2005(第32期) - 2007 | 4回  | 3期 （歴代7位）     | 3連覇 |              |
| 女流王位 | 五番勝負 5-6月   | 1997(第8期)         | 4回  | 1期                 | －    |              |
| 女流王将 | 三番勝負 10月    | －                  | 2回  | －                  | －    |              |
| 倉敷藤花 | 三番勝負 11月    | －                  | 5回  | －                  | －    |              |
| タイトル獲得 合計6期 = 歴代8位 / タイトル戦登場 合計18回 （番勝負終了前は除く。最新は2012年度の倉敷藤花戦挑戦） |                  |                     |      |                     |       |              |

タイトル戦登場
- 女王：3回（第1期〈2008年度〉 - 3期）
- 女流名人：4回（第32期〈2005年度〉 - 35期）
- 女流王位：4回（第6期〈1995年度〉・8-9期・15期）
- 女流王将：2回（第23期〈2001年度〉・30期）
- 倉敷藤花：5回（第7期〈1999年度〉 - 8期・10期・13期・20期）

登場回数合計：18回

### 棋戦優勝履歴
- レディースオープントーナメント 2回 （第12回･第20回）

優勝合計2回

### 将棋大賞
- 第33回（2005年度） - 最優秀女流棋士賞
- 第34回（2006年度） - 最優秀女流棋士賞
- 第35回（2007年度） - 女流棋士賞

### 年度別成績
| 年度             | 対局数 | 勝数 | 負数 | 勝率   | (出典) | 通算成績 | 通算成績 | 通算成績 | 通算成績 | 通算成績 |
| ---------------- | ------ | ---- | ---- | ------ | ------ | -------- | -------- | -------- | -------- | -------- |
| 1993年度         | 15     | 9    | 6    | 0.6000 | [ 12 ] | 対局数   | 勝数     | 負数     | 勝率     | (出典)   |
| 1994年度         | 17     | 11   | 6    | 0.6471 | [ 13 ] |          |          |          |          |          |
| 1995年度         | 31     | 22   | 9    | 0.7097 | [ 14 ] |          |          |          |          |          |
| 1996年度         | 29     | 18   | 11   | 0.6207 | [ 15 ] |          |          |          |          |          |
| 1997年度         | 34     | 20   | 14   | 0.5882 | [ 16 ] |          |          |          |          |          |
| 1998年度         | 29     | 17   | 12   | 0.5862 | [ 17 ] |          |          |          |          |          |
| 1999年度         | 28     | 17   | 11   | 0.6071 | [ 18 ] |          |          |          |          |          |
| 2000年度         | 33     | 23   | 10   | 0.6969 | [ 19 ] |          |          |          |          |          |
| (小計)           | 216    | 137  | 79   |        |        | 通算成績 | 通算成績 | 通算成績 | 通算成績 | 通算成績 |
| 年度             | 対局数 | 勝数 | 負数 | 勝率   | (出典) | 対局数   | 勝数     | 負数     | 勝率     | (出典)   |
| 2001年度         | 36     | 19   | 17   | 0.5277 | [ 20 ] |          |          |          |          |          |
| 2002年度         | 27     | 15   | 12   | 0.5555 | [ 21 ] |          |          |          |          |          |
| 2003年度         | 28     | 19   | 9    | 0.6785 | [ 22 ] |          |          |          |          |          |
| 2004年度         | 31     | 20   | 11   | 0.6451 | [ 23 ] |          |          |          |          |          |
| 2005年度         | 29     | 16   | 13   | 0.5517 | [ 24 ] |          |          |          |          |          |
| 2006年度         | 21     | 16   | 5    | 0.7619 | [ 25 ] |          |          |          |          |          |
| 2007年度         | 23     | 19   | 4    | 0.8260 | [ 26 ] |          |          |          |          |          |
| 2008年度         | 26     | 13   | 13   | 0.5000 | [ 27 ] |          |          |          |          |          |
| 2009年度         | 35     | 20   | 15   | 0.5714 | [ 28 ] |          |          |          |          |          |
| 2010年度         | 26     | 16   | 10   | 0.6153 | [ 29 ] |          |          |          |          |          |
| (小計)           | 282    | 173  | 109  |        |        |          |          |          |          |          |
| (累計)           | 498    | 310  | 188  |        |        | 通算成績 | 通算成績 | 通算成績 | 通算成績 | 通算成績 |
| 年度             | 対局数 | 勝数 | 負数 | 勝率   | (出典) | 対局数   | 勝数     | 負数     | 勝率     | (出典)   |
| 2011年度         | 23     | 12   | 11   | 0.5217 | [ 30 ] |          |          |          |          |          |
| 2012年度         | 32     | 18   | 14   | 0.5625 | [ 31 ] |          |          |          |          |          |
| 2013年度         | 18     | 11   | 7    | 0.6111 | [ 32 ] |          |          |          |          |          |
| 2014年度         | 23     | 16   | 7    | 0.6956 | [ 33 ] |          |          |          |          |          |
| 2015年度         | 11     | 0    | 11   | 0.0000 | [ 34 ] |          |          |          |          |          |
| 2016年度         | 7      | 3    | 4    | 0.4285 | [ 35 ] |          |          |          |          |          |
| 2017年度         | 0      | 0    | 0    | - - -  | [ 36 ] |          |          |          |          |          |
| 2018年度         | 0      | 0    | 0    | - - -  | [ 37 ] |          |          |          |          |          |
| 2019年度         | 19     | 10   | 9    | 0.5263 | [ 38 ] |          |          |          |          |          |
| 2020年度         | 17     | 9    | 8    | 0.5294 | [ 39 ] |          |          |          |          |          |
| (小計)           | 150    | 79   | 71   |        |        |          |          |          |          |          |
| (累計)           | 648    | 389  | 259  |        |        | 通算成績 | 通算成績 | 通算成績 | 通算成績 | 通算成績 |
| 年度             | 対局数 | 勝数 | 負数 | 勝率   | (出典) | 対局数   | 勝数     | 負数     | 勝率     | (出典)   |
| 2021年度         | 23     | 9    | 14   | 0.3913 | [ 40 ] | 671      | 398      | 273      | 0.5931   | [ 41 ]   |
| 2022年度         | 25     | 12   | 13   | 0.4800 | [ 42 ] | 696      | 410      | 286      | 0.5890   | [ 43 ]   |
| 2023年度         | 20     | 7    | 13   | 0.3500 | [ 44 ] | 716      | 417      | 299      | 0.5824   | [ 45 ]   |
| 2024年度         | 19     | 6    | 13   | 0.3157 | [ 46 ] | 735      | 423      | 312      | 0.5755   | [ 47 ]   |
| 2021-2024 (小計) | 87     | 34   | 53   |        |        |          |          |          |          |          |
| 通算             | 735    | 423  | 312  | 0.5755 | [ 47 ] |          |          |          |          |          |
| 2024年度まで     |        |      |      |        |        |          |          |          |          |          |

- 女流通算400勝 - 2022年5月7日達成（400勝273敗）[48][49]

| 年度 | 対局数 | 勝数 | 負数 | 勝率   | (出典) |
| 通算 | 37     | 5    | 32   | 0.1351 | [ 47 ] |
| ---- | ------ | ---- | ---- | ------ | ------ |

### その他表彰
- 2008年7月 行田市観光大使（初代）

## 著書
- 『矢内理絵子の振り飛車破り』（毎日コミュニケーションズ）ISBN 978-4839931360
- 『女脳　ひらめきと勝負強さの秘密』(茂木健一郎との共著、講談社) ISBN 978-4-06-215488-8